# 研光社
研光社（けんこうしゃ）は、かつて日本に存在したカメラ・写真を専門とした出版社。

## 概要
戦後、主にアマチュアを対象とした雑誌、「フォトアート」「特集フォトアート」などを発行した。「特集フォトアート」は、毎号異なるテーマで特集を組む、いわばムックのような雑誌だった。
また、写真集も積極的に発行しており、世界的にも著名な、土門拳の「ヒロシマ」を刊行した。

## 主な出版物

### 雑誌
- 「フォトアート」、創刊は1949年（昭和24年）。
- 「特集フォトアート」

### 写真集
- 土門拳「江東のこどもたち」1956年（昭和31年）
- 土門拳「ヒロシマ」1958年（昭和33年）
- 土門拳「るみえちゃんはお父さんが死んだ」1960年（昭和35年）
- 掛川源一郎「若きウタリに」1961年（昭和39年）
- 木村伊兵衛「前進座舞台写真集」
- 田村茂「チベット」
- 三木淳「サンバサンバ ブラジル」
- 中村昭夫「倉敷」